# Melinda Dillon
Melinda Rose Dillon, född 13 oktober 1939 i Hope, Arkansas, död 9 januari 2023 i Los Angeles, Kalifornien, var en amerikansk skådespelare.

## Biografi

### Uppväxt
Dillon föddes i Hope, Arkansas, som dotter till E. Norine (född Barnett) och WS Dillon, en arméofficer. Hon studerade på Hyde Park High School i Chicago.

### Karriär
Dillon nominerades till en Tony Award för bästa kvinnliga huvudroll i pjäs, vilken var hennes första stora roll. Dillon fick sitt uppskjut som en improvisatorisk komiker och teaterskådespelerska som Honey i den ursprungliga Broadwayproduktionen av Edward Albees Vem är rädd för Virginia Woolf?. Hon medverkade senare i You Know I Can't Hear You When the Water's Running och Paul Sill's Story Theatre.
Dillons första filmen var April, april 1969. Hon arbetade också inom TV, nämnbart i en gästroll 1969 i ett avsnitt av den populära TV-serien Bröderna Cartwright, titelerat "A Lawman's Lot Is Not a Happy One" (Säsong 11). Hon medverkade som Memphis Sue med David Carradine 1976 och nominerades till en Golden Globe för bästa kvinnliga skådespelardebut för rollen i Woody Guthries biopic Woody Guthrie - lyckans land. Året därpå blev hon nominerad till en Oscar för bästa kvinnliga biroll för rollen som en mor vars barn är bortförda av utomjordingar i Steven Spielbergs Närkontakt av tredje graden. Samma år gjorde hon en okrediterad cameo i The Muppet Movie och hade en roll i komedin Slagskott med Paul Newman. Fyra år senare blev Dillon åter nominerad till en Oscar för bästa kvinnliga biroll för sin insats som en suicidal lärare i Utan ont uppsåt 1981, där hon åter igen arbetade med Paul Newman.
Som komiker är Dillon kanske mest känd för sin roll som den sympatiska modern till Ralphie och Randy i Bob Clarks klassiska julfilm 1983 En julberättelse. Filmen bygger på en serie noveller och romaner skrivna av Jean Shepherd om unga Ralphie Parker (spelad av Peter Billingsley) och hans strävan efter en Red Ryder BB Gun från jultomten.
Fyra år senare medverkade Dillon med John Lithgow i Bigfoot-komedi Bigfoot och Hendersons. Hon fortsatte att vara aktiv på scenen och i film hela 1990-talet, med roller i Barbra Streisands drama Tidvattnets furste, lågbudgeten av Lou Diamond Phillips Sioux City - mörka krafter, och dramat Hur man gör ett amerikanskt lapptäcke.
År 1999 medverkade hon i Magnolia, regisserad av Paul Thomas Anderson, som Rose Gator, hustru till TV-värden Jimmy Gator, spelad av Philip Baker Hall och gästspelade 2005 i ett avsnitt av Law & Order: Special Victims Unit.

### Privatliv
Melinda Dillon har förblivit en privatperson, och information om hennes privatliv är i stort sett okänd. Hon var gift med skådespelaren Richard Libertini från den 30 september 1963 till 18 januari 1978, som hon har ett barn tillsammans med, Richard Libertini, jr.

## Filmografi

### Filmer
| År   | Titel                                      | Roll               | Notering |
| ---- | ------------------------------------------ | ------------------ | --- |
| 1969 | April april                                | Leslie Hopkins     | |
| 1976 | Woody Guthrie - lyckans land               | Mary               | Nominerad—Golden Globe Award för bästa kvinnliga skådespelardebut |
| 1977 | Slagskott                                  | Suzanne Hanrahan   | |
| 1977 | Enigma                                     | Dora Herren        | TV-film |
| 1977 | Närkontakt av tredje graden                | Jillian Guiler     | Nominerad—Oscar för bästa kvinnliga biroll Nominerad—Saturn Award för bästa kvinnliga skådespelare                                                                                          |
| 1978 | F.I.S.T.                                   | Anna Zarinkas      | |
| 1979 | The Muppet Movie                           | Kvinna med ballong | Okrediterad |
| 1980 | The Shadow Box                             | Agnes              | TV-film |
| 1981 | Fallen Angel                               | Sherry Phillips    | TV-film |
| 1981 | Utan ont uppsåt                            | Teresa             | Kansas City Film Critics Circle Award för bästa kvinnliga biroll Nominerad—Oscar för bästa kvinnliga biroll Nominerad—Los Angeles Film Critics Association Award för bästa kvinnliga biroll |
| 1982 | The Juggler of Notre Dame                  | Dulcy              | TV-film |
| 1983 | En julberättelse                           | Moder Parker       | |
| 1983 | Right of Way                               | Ruda Dwyer         | TV-film |
| 1984 | Songwriter                                 | Honey Carder       | |
| 1985 | Mot rymden                                 | Rachel Mott        | TV-film |
| 1986 | Shattered Spirits                          | Joyce Mollencamp   | TV-film |
| 1987 | Bigfoot och Hendersons                     | Nancy Henderson    | Nominerad—Saturn Award för bästa kvinnliga skådespelare |
| 1989 | Operation nollpunkten                      | Paul Brown         | TV-film |
| 1989 | Staying Together                           | Eileen McDermott   | |
| 1990 | Spontaneous Combustion                     | Nina               | |
| 1990 | Captain America                            | Mrs. Rogers        | |
| 1991 | Tidvattnets furste                         | Savannah Wingo     | |
| 1993 | Judgment Day: The John List Story          | Elanor List        | TV-film |
| 1994 | State of Emergency                         | Betty Anderson     | TV-film Nominerad—CableACE Award för bästa kvinnliga biroll - Miniserie eller film |
| 1994 | Sioux City - mörka krafter                 | Leah Goldman       | |
| 1995 | High Heels                                 | Merna              | |
| 1995 | Hur man gör ett amerikanskt lapptäcke      | Mrs. Darling       | |
| 1996 | Entertaining Angels: The Dorothy Day Story | Syster Aloysius    | |
| 1999 | Magnolia                                   | Rose Gator         | Florida Film Critics Circle Award för bästa rollbesättning Nominerad—Screen Actors Guild Award för bästa rollbesättning i film                                                              |
| 2001 | Cowboy Up                                  | Rose Braxton       | |
| 2003 | A Painted House                            | Gran Chandler      | TV-film |
| 2004 | Debating Robert Lee                        | Mrs. Lee           | |
| 2005 | Adam & Steve                               | Dottie             | |
| 2007 | Vänner för livet                           | Ginger Templeman   | |

### TV-serier
| År   | Titel                             | Roll                 | Notering                                                              |
| ---- | --------------------------------- | -------------------- | --------------------------------------------------------------------- |
| 1963 | The Defenders                     | Jeannie Birch        | Avsnitt: "The Empty Heart"                                            |
| 1964 | East Side/West Side               | Stacey Barbella      | Avsnitt: "The Beatnik and the Policeman"                              |
| 1969 | Bröderna Cartwright               | Cissy Summers        | Avsnitt: "A Lawman's Lot Is Not a Happy One"                          |
| 1975 | The Jeffersons                    | Daphne               | Avsnitt: "Harry and Daphne"                                           |
| 1976 | Sara                              | Lily Henchard        | Avsnitt: "Lady"                                                       |
| 1979 | CHiPs                             | Okänt                | Avsnitt: "Death Watch"                                                |
| 1981 | Insight                           | Janet                | Avsnitt: "A Decision to Love"                                         |
| 1981 | Insight                           | Mystisk kvinna       | Avsnitt: "Rendezvous"                                                 |
| 1982 | Insight                           | Susie                | Avsnitt: "The Fiddler"                                                |
| 1983 | The Mississippi                   | Okänt                | Avsnitt: "Cradle to Grave"                                            |
| 1984 | Insight                           | Kvinna               | Avsnitt: "The Game Room"                                              |
| 1985 | The Twilight Zone                 | Penny                | Avsnitt: "A Little Peace and Quiet"                                   |
| 1995 | The Client                        | Verna Caldwell       | Avsnitt: "The Peach Orchard"                                          |
| 1996 | Småstadsliv                       | Mrs. Klausner        | Avsnitt: "Liver Let Die"                                              |
| 2001 | Vem dömer Amy?                    | Violet Loomis        | Avsnitt: "Surprised by Gravity"                                       |
| 2003 | The Lyon's Den                    | Charlotte Barrington | Avsnitt: "Pilot"                                                      |
| 2005 | Law & Order: Special Victims Unit | Jenny Rogers         | Avsnitt: "Blood" Nomierad—Prism Award för bästa gästspel i dramaserie |
| 2007 | Heartland                         | Janet Jacobs         | 3 avsnitt                                                             |